# Puchar Zdobywców Pucharów (1974/1975)
XV Puchar Europy Zdobywców Pucharów 1974/1975

(ang. European Cup Winners' Cup)

## 1/16 finału
| Liverpool F.C. - Strømsgodset IF 11:0 i 1:0 1 18.09 1974 1:0 Lindsey 3k, 2:0 Boersma 13, 3:0 Thompson 30, 4:0 Boersma 35, 5:0 Heighway 42, 6:0 Cormack 65, 7:0 Thompson 74, 8:0 Hughes 76, 9:0 Smith 85, 10:0 Callaghan 87, 11:0 Kennedy 88 2 02.10 1974 1:0 Kennedy 17 (mecz w Oslo)                                               |
| Dundee United - Jiul Petroszany 3:0 i 0:2 1 18.09 1974 1:0 Narey 34, 2:0 Copland 37, 3:0 Gardner 70 2 02.10 1974 0:1 Rozsnyai 15, 0:2 Tonca 36 |
| Ferencvárosi TC – Cardiff City 2:0 i 4:1 1 18.09 1974 1:0 Nyilasi 14, 2:0 Szabo 79 2 02.10 1974 1:0 Takacs 53, 2:0 Szabo 59, 3:0 Pusztai 69, 3:1 Dwyer 81, 4:1 Mate 85 |
| Bursaspor - Finn Harps 4:2 i 0:0 1 18.09 1974 1:0 Ali 19, 1:1 Ferry 39, 2:1 Sinan 54k, 3:1 Turan 58, 3:2 Bradley 76, 4:2 Turan 81 2 02.10 1974 |
| Sliema Wanderers - Lahden Reipas 2:0 i 1:4 1 18.09 1974 1:0 Camilleri 23, 2:0 Camilleri 55 (mecz w Gzirze) 2 02.10 1974 0:1 Sandberg 15, 0:2 Sandberg 30, 0:3 Salonen 45, 0:4 Kosonen 68, 1:4 Aquilina 89 |
| Dynamo Kijów - CSKA Sofia 1:0 i 1:0 1 18.09 1974 1:0 Błochin 57 2 02.10 1974 1:0 Błochin 81 |
| Malmö FF - FC Sion 1:0 i 0:1 (dog), karne 5:4 1 18.09 1974 1:0 Cervin 21 2 02.10 1974 0:1 Cucinotta 82 |
| Gwardia Warszawa - Bologna FC 2:1 i 1:2 (dog), karne 5:3 1 18.09 1974 0:1 Savoldi 42, 1:1 Sroka 48k, 2:1 Kraska 80 2 02.10 1974 0:1 Savoldi 16, 1:1 Terlecki 25, 1:2 Savoldi 43 |
| Slavia Praga - FC Carl Zeiss Jena 1:0 i 0:1 (dog), karne 2:3 1 18.09 1974 1:0 Herda 90 2 02.10 1974 0:1 Stein 23 |
| KSV Waregem - Austria Wiedeń 2:1 i 1:4 1 18.09 1974 0:1 Pirkner 22, 1:1 Delesie 45, 2:1 Delesie 85 2 02.10 1974 0:1 Pirkner 24, 0:2 Weigl 45, 0:3 Pirkner 79, 1:3 Koudijzer 81, 1:4 Fiala 87 |
| PAOK FC - FK Crvena zvezda 1:0 i 0:2 (dog) 1 18.09 1974 1:0 Terzanidis 68 2 02.10 1974 0:1 V. Petrović 58, 0:2 Savić 103 |
| PSV Eindhoven - Ards F.C. 10:0 i 4:1 1 18.09 1974 1:0 Van der Kuylen 5, 2:0 Lubse 13, 3:0 Kemper 26, 4:0 Deijkers 28, 5:0 Lubse 37, 6:0 Edstrom 50, 7:0 Van der Kuylen 68, 8:0 Lubse 76, 9:0 Van Kraay 80, 10:0 Van der Kuylen 83 2 02.10 1974 1:0 van der Kuylen 6, 2:0 Edström 20, 2:1 Guy 40, 3:1 Dahlqvist 77, 4:1 Dahlqvist 86 |
| Knattspyrnufélagið Fram - Real Madryt 0:2 i 0:6 1 18.09 1974 0:1 Roberto Martínez 10, 0:2 Roberto Martínez 54 2 02.10 1974 0:1 Santillana 14, 0:2 Pirri 19, 0:3 Netzer 28, 0:4 Pirri 59, 0:5 Macanas 76, 0:6 Aguilar 85 |
| SL Benfica - Vanløse IF 4:0 i 4:1 1 18.09 1974 1:0 Humberto 26, 2:0 Nene 43, 3:0 Jordão 65, 4:0 Jordão 89 2 02.10 1974 0:1 Pettersson 15, 1:1 Nene 27, 2:1 Jordão 29, 3:1 Jordão 43, 4:1 Barros 86 |
| Eintracht Frankfurt - AS Monaco 3:0 i 2:2 1 18.09 1974 1:0 Hölzenbein 8, 2:0 Rohrbach 26, 3:0 Hölzenbein 57 2 02.10 1974 1:0 Beverungen 4, 2:0 Nickel 7, 2:1 Onnis 49, 2:2 Petit 51 |
| Avenir Beggen - Enosis Neon Paralimni walkower klub EN Paralimni wycofał się |

## 1/8 finału
| Liverpool F.C. - Ferencvárosi TC1:1 i 0:0 1 23.10 1974 1:0 Keegan 37, 1:1 Mate 89 2 06.11 1974 |
| Dundee United - Bursaspor 0:0 i 0:1 1 23.10 1974 2 06.11 1974 0:1 Vahit 10 |
| Real Madryt - Austria Wiedeń 3:0 i 2:2 1 23.10 1974 1:0 Krieger 34s, 2:0 Santillana 37, 3:0 Roberto Martinez 39 2 06.11 1974 1:0 Roberto Martinez 18, 1:1 Pirlmer 40, 1:2 Fiala 70k, 2:2 Netzer 75                                                                                                   |
| Gwardia Warszawa - PSV Eindhoven 1:5 i 0:3 1 23.10 1974 0:1 Deykers 16, 0:2 Lubse 18, 0:3 W. van de Kerkhof 21, 0:4 van der Kuijlen 61, 0:5 Dawidczyński 70s, 1:5 Małkiewicz 71k 2 06.11 1974 0:1 van der Kuijlen 38k, 0:2 van der Kuijlen 39, 0:3 Lubse 89                                          |
| FC Carl Zeiss Jena - SL Benfica 1:1 i 0:0 1 23.10 1974 0:1 Nene 20, 1:1 Vogel 76 2 06.11 1974 |
| Avenir Beggen - FK Crvena zvezda 1:6 i 1:5 1 23.10 1974 0:1 Šestić 1, 0:2 Filipović 3, 0:3 Šestić 21, 0:4 Filipović 56, 0:5 Ratković 62, 0:6 Šestić 73, 1:6 Sinner 75 (mecz w Luksemburgu) 2 06.11 1974 0:1 Filipović 1, 0:2 Rajković 6, 0:3 Šestić 25, 0:4 Rajković 57, 0:5 Savić 65, 1:5 Dresch 84 |
| Malmö FF - Lahden Reipas 3:1 i 0:0 1 23.10 1974 0:1 Hukka 3, 1:1 Bo Larsson 35, 2:1 Sjöberg 80, 3:1 Bo Larsson 87 2 06.11 1974 |
| Eintracht Frankfurt - Dynamo Kijów 2:3 i 1:2 1 23.10 1974 1:0 Nickel 2, 1:1 Oniszczenko 32, 2:1 Körbel 64, 2:2 Błochin 83, 2:3 Muntjan 87 2 06.11 1974 0:1 Oniszczenko 1, 0:2 Oniszczenko 37, 1:2 Rohrbach 46                                                                                        |

## 1/4 finału
| Real Madryt - FK Crvena zvezda 2:0 i 0:2 (dog), karne 5:6 1 05.03 1975 1:0 Santillana 34, 2:0 Netzer 65k 2 19.03 1975 0:1 Džajić 35, 0:2 O.Petrović 55k |
| PSV Eindhoven - SL Benfica 0:0 i 2:1 1 05.03 1975 2 19.03 1975 1:0 W.van de Kerkhof 12, 1:1 Humberto 24, 2:1 van der Kuijlen 85                         |
| Malmö FF - Ferencvárosi TC1:3 i 1:1 1 05.03 1975 0:1 Nyilasi 11, 0:2 Magyar 57, 0:3 Mate 60, 1:3 Sjöberg 89 2 19.03 1975 1:0 Sjöberg 19, 1:1 Mate 49    |
| Bursaspor - Dynamo Kijów 0:1 i 0:2 1 05.03 1975 0:1 Oniszczenko 23 2 19.03 1975 0:1 Kołotow 72k, 0:2 Muntjan 88                                         |

## 1/2 finału
| Ferencvárosi TC – FK Crvena zvezda 2:1 i 2:2 1 09.04 1975 1:0 Branikovits 44, 1:1 Savić 56, 2:1 Magyar 77 2 23.04 1975 1:0 Pusztai 7, 1:1 Keri 50, 1:2 Filipović 77, 2:2 Hegyesi 83k |
| Dynamo Kijów - PSV Eindhoven 3:0 i 1:2 1 09.04 1975 1:0 Kołotow 19, 2:0 Oniszczenko 32, 3:0 Błochin 56 2 23.04 1975 0:1 Edström 24, 1:1 Burjak 77, 1:2 Edström 86                    |

## Finał
| 14 maja 1975 Bazylea St. Jakob-Stadion (10 897) Dynamo Kijów - Ferencvárosi TC3:0 (2:0) Sędzia: Robert Holley Davidson (Szkocja) Bramki: 1:0 Władimir Oniszczenko 18, 2:0 Władimir Oniszczenko 39, 3:0 Oleg Błochin 67 Dynamo Kijów (trener Walerij Łobanowski): Jewgienij Rudakow - Anatolij Końkow, Stefan Reszko, Mychajło Fomenko, Wiktor Matwijenko - Władimir Troszkin, Władimir Muntjan, Wiktor Kołotow (kapitan) - Władimir Oniszczenko, Leonid Burjak, Oleg Błochin Ferencvárosi Torna Club (trener Jenö Dalnoki): István Géczi - Győző Martos, Mihály Pataki, Tibor Rab, István Megyesi - István Juhász, Ferenc Szabó, Tibor Nyilasi (60 Tibor Onhaus), József Mucha - János Mate, István Magyar |

źródło